# FOXH1
FOXH1‏ (Forkhead box H1) هوَ بروتين يُشَفر بواسطة جين FOXH1 في الإنسان.